# Asja Gollo
Asja Gollo (* 3. července 1999 Turín) je italská reprezentantka ve sportovním lezení, mistryně Itálie v lezení na obtížnost a v boulderingu. Juniorská vicemistryně světa a Evropy v lezení na obtížnost a vítězka Evropského poháru juniorů v boulderingu.

## Výkony a ocenění
- 2013: vítězka Evropského poháru juniorů
- 2014: mistryně Itálie, juniorská vicemistryně světa a EVropy

### Závodní výsledky
| Mistrovství světa | Mistrovství světa | Mistrovství světa |
| Rok               | 2016              | 2018              |
| ----------------- | ----------------- | ----------------- |
| Obtížnost         | 31                | 39                |
| Rychlost          | 40                | —                 |
| Bouldering        | 49                | —                 |

| Světový pohár | Světový pohár | Světový pohár | Světový pohár | Světový pohár |
| Rok           | 2015          | 2016          | 2017          | 2018          |
| ------------- | ------------- | ------------- | ------------- | ------------- |
| Obtížnost     |               |               | 0             | 0             |
| jednotlivě*   |               |               |               |               |
|               |               |               |               |               |
| Bouldering    |               |               | 0             | 0             |
| jednotlivě*   |               |               |               |               |
|               |               |               |               |               |
| Kombinace     |               |               |               |               |

* poznámka: nalevo jsou poslední závody v roce
| Mistrovství Evropy | Mistrovství Evropy | Mistrovství Evropy |
| Rok                | 2015               | 2017               |
| ------------------ | ------------------ | ------------------ |
| Obtížnost          | 19                 | 47                 |
| Rychlost           | —                  | 37                 |
| Bouldering         | 53                 | 71                 |

| Mistrovství Itálie | Mistrovství Itálie | Mistrovství Itálie | Mistrovství Itálie | Mistrovství Itálie |
| Rok                | 2013               | 2014               | 2015               | 2017               |
| ------------------ | ------------------ | ------------------ | ------------------ | ------------------ |
| Obtížnost          | 3                  | 1                  | 3                  | 3                  |
| Rychlost           | 3                  |                    |                    |                    |
| Bouldering         |                    | 1                  |                    |                    |

| Mistrovství světa juniorů | Mistrovství světa juniorů | Mistrovství světa juniorů |
| Rok                       | 2014 kat. B               | 2015 kat. A               |
| ------------------------- | ------------------------- | ------------------------- |
| Obtížnost                 | 2                         |                           |
| Bouldering                |                           | 3                         |

| Mistrovství Evropy juniorů | Mistrovství Evropy juniorů | Mistrovství Evropy juniorů |
| Rok                        | 2014 kat. B                | 2015 kat. A                |
| -------------------------- | -------------------------- | -------------------------- |
| Obtížnost                  | 2                          | 3                          |

| Evropský pohár juniorů | Evropský pohár juniorů | Evropský pohár juniorů | Evropský pohár juniorů | Evropský pohár juniorů |
| Rok                    | 2013 kat. B            | 2014 kat. B            | 2015 kat. A            | 2016 kat. A            |
| ---------------------- | ---------------------- | ---------------------- | ---------------------- | ---------------------- |
| Obtížnost              |                        | 2                      | 2                      | 3                      |
| Bouldering             | 1                      | 2                      |                        |                        |